# Ryan Babel
Ryan Guno Babel (Amsterdam, 19 december 1986) is een Nederlands voormalig profvoetballer die doorgaans als spits of vleugelspeler speelde. Babel debuteerde in 2005 in het Nederlands voetbalelftal. Hij is ook actief als rapper onder de naam Rio.

## Clubcarrière

### Ajax

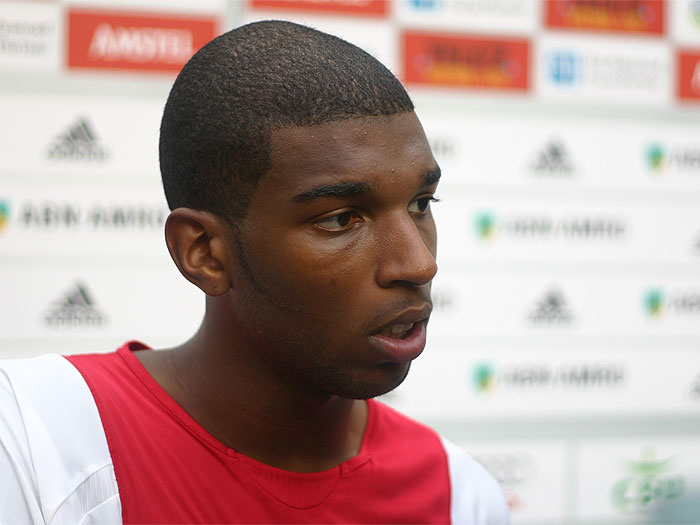
Babel in 2007 voor Ajax.

Babel debuteerde voor Ajax op 1 februari 2004 in de thuiswedstrijd tegen ADO Den Haag (4-0). Hij gaf in die wedstrijd de assist op Nicolae Mitea, die de 4-0 aantekende voor de ploeg van trainer-coach Ronald Koeman.

### Liverpool FC

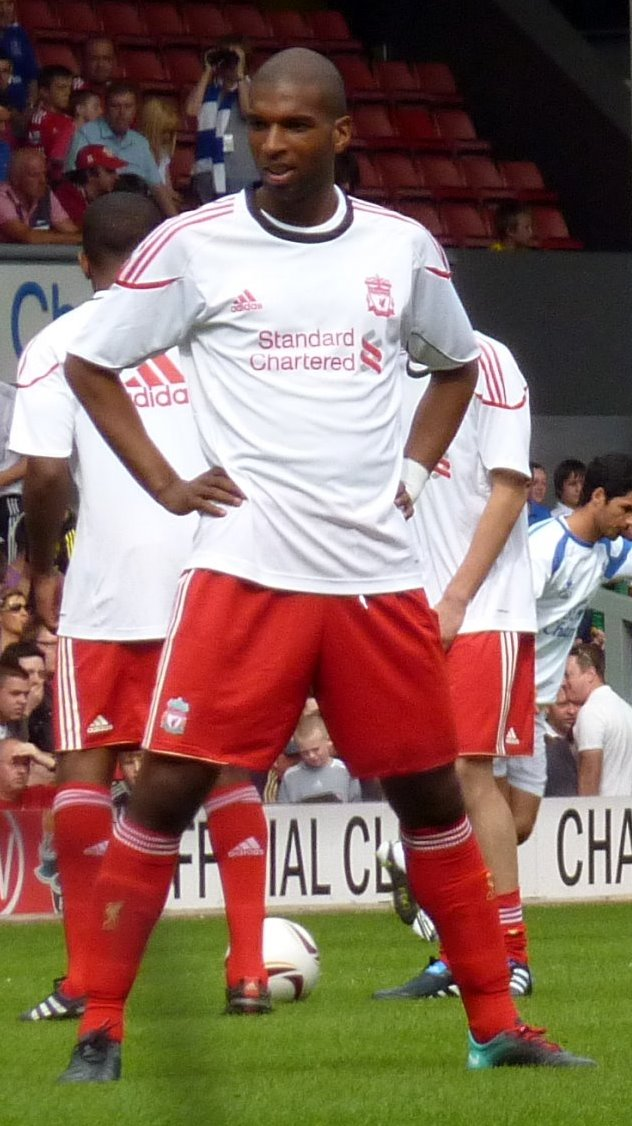
Babel voorafgaand aan de testimonial match van Jamie Carragher in 2010

Na het EK-onder 21 verkaste Babel naar Engeland. Op 12 juli 2007 maakte Ajax de transfer naar Liverpool FC bekend. Babel tekende een contract voor 5 jaar en maakte de overstap voor bijna 18 miljoen euro. Afgezien van de latere transfer van Wesley Sneijder naar Real Madrid werd er nooit eerder zoveel geld betaald voor een speler uit Ajax' eigen jeugd. Het oude record stond op naam van Frank de Boer, die voor 11 miljoen euro naar FC Barcelona vertrok.
Met het veroveren van een basisplaats bij Liverpool had Babel moeite, de concurrentie aangaan met Fernando Torres en Dirk Kuijt bleek nog te zwaar. Ondanks een doelpunt in de Champions League-wedstrijd tegen Olympique Lyon (1-1) hield manager Rafael Benitez hem vaak op de bank. Het kwam hem op kritiek te staan van zowel de Engelse als Nederlandse pers. Ook werd Babel gelinkt aan een terugkeer naar Ajax. De aanvaller gaf aan revanche te willen nemen op zijn critici. Onder manager Roy Hodgson leken zijn kansen ook niet zo groot, al scoorde hij wel als invaller in de Europa League wedstrijd tegen Trabzonspor het winnende doelpunt.

### TSG 1899 Hoffenheim
Op 24 januari 2011 werd bekend dat Babel aan de slag ging bij het Duitse TSG 1899 Hoffenheim.
Op 30 augustus 2012 kocht Babel zijn contract bij deze club af.

### Terug bij Ajax
Op 31 augustus 2012 maakte Ajax bekend dat Babel een contract had getekend tot 30 juni 2013. Hij ging spelen met zijn oude rugnummer: 49. Babel kocht zijn contract bij Hoffenheim voor circa 3 miljoen af, waardoor hij transfervrij kon overstappen naar Ajax. Op 15 september 2012 maakte Babel zijn rentree voor Ajax in de thuiswedstrijd tegen RKC Waalwijk. Hij verving na rust Derk Boerrigter en was ook de aangever bij de 2-0 die gemaakt werd door Jody Lukoki, dit was tevens de eindstand. Op 23 september 2012 scoorde hij zijn eerste doelpunt voor Ajax na zijn terugkeer uit tegen ADO Den Haag (1-1).
Op 20 mei 2013 werd het bericht door VI naar buiten gebracht dat het Turkse Kasımpaşa SK, waar ex-Ajacied Sjota Arveladze trainer is, interesse zou hebben in Babel.

### Kasımpaşa SK
Op 21 juni 2013 werd bekendgemaakt dat Babel een contract voor drie jaar had getekend bij Kasımpaşa SK. Op 17 augustus 2013 maakte Babel zijn debuut voor Kasımpaşa in een competitiewedstrijd uit bij Karabükspor, die met 2-0 werd verloren. Babel werd in de 59e minuut vervangen door Sanharib Malki. In zijn tweede competitie wedstrijd op 24 augustus 2013 thuis tegen Kayserispor, scoorde Babel in de 68e minuut zijn eerste doelpunt voor Kasımpaşa. De wedstrijd werd met 3-1 gewonnen. In zijn derde competitiewedstrijd uit bij Konyaspor zorgde Babel met een doelpunt in de 90e minuut ervoor dat er met 2-1 werd gewonnen.

### Al Ain
Babel tekende op 2 juli 2015 een contract voor twee jaar bij Al Ain uit de Verenigde Arabische Emiraten. Hij maakte op 15 augustus 2015 zijn officiële debuut voor Al Ain tijdens de wedstrijd om de UAE Super Cup tegen bekerwinnaar Al-Nasr, die met 4-2 werd gewonnen. Babel begon in de basis en werd na 54 minuten vervangen door Omar Abdulrahman. Begin september 2016 liet hij zijn contract ontbinden.

### Deportivo La Coruña

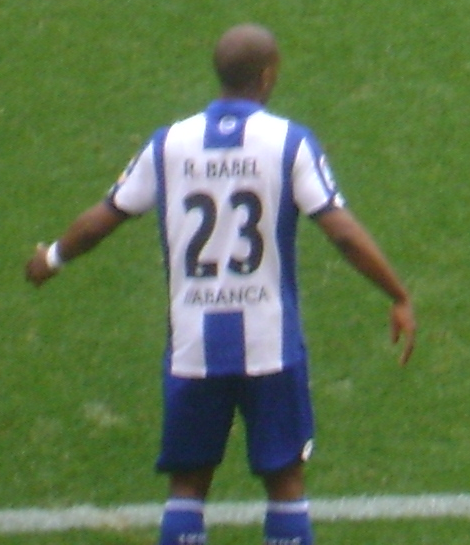
Ryan Babel spelend voor Deportivo de La Coruña in 2016.

Nadat hij kort met Jong Ajax meetrainde, ondertekende Babel een contract tot eind 2016 bij Deportivo La Coruña. Hij speelde elf competitiewedstrijden (vier goals) voor de Spaanse club en een duel (één goal) in de Copa del Rey.

### Beşiktaş JK
Babel maakte zijn debuut voor Beşiktaş JK in de zeventiende speelronde op 16 januari 2017, in de met 0-2 gewonnen uitwedstrijd tegen Osmanlispor. Zijn eerste competitiedoelpunt volgde de week erop.
Babel speelde met Beşiktaş in de achtste finale van de UEFA Europa League tegen Olympiakos Piraeus. Nadat de heenwedstrijd in Griekenland in een 1-1 gelijkspel was geëindigd, stond op 16 maart 2017 de return op de planning. Na een vroege goal van Beşiktaş-spits Aboubakar maakte Babel de 2-0 op aangeven van Quaresma. In de 75e minuut wist Babel ook nog de 4-1 te maken, wat hem de uitverkiezing 'UEFA Man of the Match' opleverde.
Twee weken later werd Babel ook in de Turkse competitie verkozen tot 'Man of the Match'. In de met 3-0 gewonnen thuiswedstrijd tegen Gençlerbirliği verzorgde hij bij het openingsdoelpunt de assist op Oğuzhan Özyakup en tekende hij zelf voor het slotakkoord op aangeven van Adriano. Verder scoorde hij nog tegen zijn oude club Kasımpaşa in speelronde 32. De week erna maakte hij de openingsgoal in de kampioenswedstrijd tegen Gaziantepspor. Beşiktaş won met 0-4 en wist zo het vijftiende landskampioenschap in de clubgeschiedenis binnen te halen.

### Fulham
In januari 2019 tekende Babel een halfjarig contract bij de Engelse promovendus. Echter wist Fulham zich ook met de diensten van Babel niet te verzekeren van handhaving en degradeerde naar het Championship.

### Galatasaray SK
In juli 2019 tekende Babel een driejarig contract bij Galatasaray SK. In 2020 werd hij kort verhuurd aan Ajax. In 2022 werd zijn aflopend contract niet verlengd en verliet hij de Turkse club.

### Verhuur aan Ajax
In januari 2020 verhuurde Galatasaray Babel voor de rest van het seizoen aan Ajax.

### Eyüpspor
Nadat zijn contract met Galatasaray afliep werd hij transfervrij en tekende voor een seizoen bij Eyüpspor, in de TFF 1. Lig, het tweede niveau van Turkije. Daar kwam hij aan het begin van het seizoen 2023/24 nauwelijks meer aan bod en op 29 september 2023 liet hij zijn contract ontbinden.

## Clubstatistieken
| Seizoen         | Club                | Competitie       | Competitie | Competitie | Beker | Beker | Internationaal | Internationaal | Overig | Overig | Totaal | Totaal |
| Seizoen         | Club                | Competitie       | Wed.       | Dlp.       | Wed.  | Dlp.  | Wed.           | Dlp.           | Wed.   | Dlp.   | Wed.   | Dlp.   |
| --------------- | ------------------- | ---------------- | ---------- | ---------- | ----- | ----- | -------------- | -------------- | ------ | ------ | ------ | ------ |
| 2003/04         | Ajax                | Eredivisie       | 1          | 0          | 0     | 0     | 0              | 0              | 0      | 0      | 1      | 0      |
| 2004/05         | Ajax                | Eredivisie       | 20         | 7          | 3     | 1     | 4              | 1              | 0      | 0      | 27     | 9      |
| 2005/06         | Ajax                | Eredivisie       | 25         | 2          | 3     | 2     | 9              | 2              | 3      | 1      | 40     | 7      |
| 2006/07         | Ajax                | Eredivisie       | 27         | 5          | 4     | 0     | 7              | 2              | 5      | 1      | 43     | 8      |
| 2007/08         | Liverpool           | Premier League   | 30         | 4          | 6     | 1     | 13             | 5              | —      | —      | 49     | 10     |
| 2008/09         | Liverpool           | Premier League   | 27         | 3          | 5     | 0     | 10             | 1              | —      | —      | 42     | 4      |
| 2009/10         | Liverpool           | Premier League   | 25         | 4          | 3     | 0     | 10             | 2              | —      | —      | 38     | 6      |
| 2010/11         | Liverpool           | Premier League   | 9          | 1          | 2     | 0     | 6              | 1              | —      | —      | 17     | 2      |
| 2010/11         | 1899 Hoffenheim     | Bundesliga       | 15         | 1          | 1     | 0     | —              | —              | —      | —      | 16     | 1      |
| 2011/12         | 1899 Hoffenheim     | Bundesliga       | 31         | 4          | 4     | 1     | —              | —              | —      | —      | 35     | 5      |
| 2012/13         | Ajax                | Eredivisie       | 16         | 4          | 2     | 1     | 4              | 0              | 0      | 0      | 22     | 5      |
| 2013/14         | Kasımpaşa           | Süper Lig        | 29         | 5          | 1     | 0     | —              | —              | —      | —      | 30     | 5      |
| 2014/15         | Kasımpaşa           | Süper Lig        | 29         | 9          | 0     | 0     | —              | —              | —      | —      | 29     | 9      |
| 2015/16         | Al Ain              | UAE Pro League   | 8          | 1          | 5     | 1     | 0              | 0              | 1      | 0      | 14     | 2      |
| 2016/17         | Deportivo La Coruña | Primera División | 11         | 4          | 1     | 1     | —              | —              | —      | —      | 12     | 5      |
| 2016/17         | Beşiktaş            | Süper Lig        | 18         | 5          | 1     | 0     | 6              | 3              | —      | —      | 25     | 8      |
| 2017/18         | Beşiktaş            | Süper Lig        | 32         | 13         | 5     | 0     | 7              | 2              | 1      | 0      | 45     | 15     |
| 2018/19         | Beşiktaş            | Süper Lig        | 12         | 4          | 0     | 0     | 7              | 2              | —      | —      | 19     | 6      |
| 2018/19         | Fulham              | Premier League   | 16         | 5          | 0     | 0     | —              | —              | —      | —      | 16     | 5      |
| 2019/20         | Galatasaray         | Süper Lig        | 15         | 5          | 0     | 0     | 4              | 0              | 1      | 0      | 20     | 5      |
| 2019/20         | → Ajax              | Eredivisie       | 5          | 0          | 2     | 1     | 2              | 0              | 0      | 0      | 9      | 1      |
| 2020/21         | Galatasaray         | Süper Lig        | 32         | 7          | 2     | 0     | 3              | 1              | 0      | 0      | 37     | 8      |
| 2021/22         | Galatasaray         | Süper Lig        | 30         | 3          | 0     | 0     | 13             | 1              | 0      | 0      | 43     | 4      |
| 2022/23         | Eyüpspor            | TFF 1. Lig       | 24         | 5          | 1     | 0     | —              | —              | 3      | 0      | 28     | 5      |
| 2023/24         | Eyüpspor            | TFF 1. Lig       | 1          | 0          | —     | —     | —              | —              | —      | —      | 1      | 0      |
| Carrière totaal | Carrière totaal     | Carrière totaal  | 488        | 99         | 51    | 9     | 105            | 23             | 14     | 3      | 658    | 133    |

Bijgewerkt t/m 12 april 2024.

## Interlandcarrière

### Jeugdinternational
Als jeugdinternational was Babel actief voor Nederland onder 16, 17 en 19 jaar.
| Jeugdinterlands van Ryan Babel | Jeugdinterlands van Ryan Babel | Jeugdinterlands van Ryan Babel | Jeugdinterlands van Ryan Babel | Jeugdinterlands van Ryan Babel | Jeugdinterlands van Ryan Babel |
| Team (№ interlands)            | Datum                          | Wedstrijd                      | Uitslag                        | Soort Wedstrijd                | Doelpunten                     |
| Als speler bij Ajax            | Als speler bij Ajax            | Als speler bij Ajax            | Als speler bij Ajax            | Als speler bij Ajax            | Als speler bij Ajax            |
| ------------------------------ | ------------------------------ | ------------------------------ | ------------------------------ | ------------------------------ | ------------------------------ |
| Onder 16 (1.)                  | 25 oktober 2001                | Duitsland - Nederland          | 2 – 1                          | Walker Crisp Tournament '01    |                                |
| Onder 16 (2.)                  | 12 november 2001               | Engeland - Nederland           | 2 – 1                          | Walker Crisp Tournament '01    | 6'                             |
| Onder 16 (3.)                  | 15 november 2001               | Nederland - Spanje             | 0 – 3                          | Walker Crisp Tournament '01    |                                |
| Onder 16 (4.)                  | 8 januari 2002                 | Frankrijk - Nederland          | 4 – 0                          | Aegean Cup '02                 |                                |
| Onder 16 (5.)                  | 9 januari 2002                 | Nederland - Egypte             | 1 – 0                          | Aegean Cup '02                 |                                |
| Onder 16 (6.)                  | 27 maart 2002                  | Nederland - Turkije            | 1 – 0                          | Vriendschappelijk              |                                |
| Onder 16 (7.)                  | 16 april 2002                  | Nederland - Oostenrijk         | 3 – 2                          | Vriendschappelijk              |                                |
| Onder 17 (1.)                  | 18 september 2002              | Nederland - België             | 0 – 0                          | Vriendschappelijk              |                                |
| Onder 17 (2.)                  | 8 oktober 2002                 | Nederland - Portugal           | 1 – 1                          | Vriendschappelijk              |                                |
| Onder 17 (2.)                  | 10 oktober 2002                | Nederland - Portugal           | 1 – 3                          | Vriendschappelijk              | 5'                             |
| Onder 17 (4.)                  | 21 oktober 2002                | Nederland - Albanië            | 1 – 1                          | EK kwalificatie '03            |                                |
| Onder 17 (5.)                  | 23 oktober 2002                | Nederland - San Marino         | 3 – 0                          | EK kwalificatie '03            | 25'                            |
| Onder 17 (6.)                  | 25 oktober 2002                | Litouwen - Nederland           | 1 – 4                          | EK kwalificatie '03            | 74'                            |
| Onder 17 (7.)                  | 4 maart 2003                   | Nederland - Zweden             | 2 – 3                          | Vriendschappelijk              |                                |
| Onder 17 (8.)                  | 17 maart 2003                  | Roemenië - Nederland           | 2 – 2                          | EK kwalificatie '03            | 47'                            |
| Onder 17 (9.)                  | 19 maart 2003                  | Israël - Nederland             | 1 – 1                          | EK kwalificatie '03            |                                |
| Onder 17 (10.)                 | 21 maart 2003                  | Nederland - Polen              | 2 – 1                          | EK kwalificatie '03            |                                |
| Onder 19 (1.)                  | 17 oktober 2003                | Nederland - IJsland            | 1 – 1                          | EK kwalificatie '04            |                                |
| Onder 19 (2.)                  | 19 oktober 2003                | Moldavië - Nederland           | 0 – 0                          | EK kwalificatie '04            |                                |
| Onder 19 (3.)                  | 21 oktober 2003                | Nederland - Israël             | 2 – 0                          | EK kwalificatie '04            | 40'                            |
| Onder 19 (4.)                  | 13 november 2003               | Nederland - Zwitserland        | 1 – 4                          | Vriendschappelijk              |                                |
| Onder 19 (5.)                  | 18 november 2003               | België - Nederland             | 0 – 1                          | Vriendschappelijk              |                                |
| Onder 19 (6.)                  | 17 februari 2004               | Nederland - Engeland           | 0 – 2                          | Vriendschappelijk              |                                |
| Onder 19 (7.)                  | 30 maart 2004                  | Oostenrijk - Nederland         | 2 – 1                          | Vriendschappelijk              |                                |
| Onder 19 (8.)                  | 20 mei 2004                    | Hongarije - Nederland          | 1 – 0                          | EK kwalificatie '04            |                                |
| Onder 19 (9.)                  | 22 mei 2004                    | Spanje - Nederland             | 1 – 0                          | EK kwalificatie '04            |                                |
| Onder 19 (10.)                 | 24 mei 2004                    | Nederland - Litouwen           | 1 – 0                          | EK kwalificatie '04            | 66'                            |

### Jong Oranje
Op 15 augustus 2006 maakte Babel zijn debuut voor Jong Oranje in een vriendschappelijke wedstrijd tegen Jong Duitsland. Zijn eerste doelpunt voor Jong Oranje maakte Babel op 13 juni 2007 in de tweede wedstrijd op het EK 2007 tegen Jong Portugal.
Babel maakte deel uit van Jong Oranje tijdens het EK van 2007. Hij scoorde tweemaal: in de groepswedstrijd tegen Jong Portugal en in de finale tegen Jong Servië (in dezelfde wedstrijd miste hij ook een penalty). Na afloop van de met 4-1 gewonnen finale werd hij uitgeroepen tot Man of the Match.
In 2008 werd Babel door Foppe de Haan opgenomen in de selectie van Jong Oranje die deel nam aan de Olympische Zomerspelen 2008. In de kwartfinale op de Olympische Zomerspelen 2008 werd Nederland uitgeschakeld door Argentinië door doelpunten van Lionel Messi en Ángel Di María verloor Nederland met 2-1. Babel scoorde 2 keer waarvan 1 doelpunt op de Olympische Zomerspelen 2008 tegen de Verenigde Staten.
| Interlands van Ryan Babel Jong Oranje | Interlands van Ryan Babel Jong Oranje | Interlands van Ryan Babel Jong Oranje | Interlands van Ryan Babel Jong Oranje | Interlands van Ryan Babel Jong Oranje | Interlands van Ryan Babel Jong Oranje |
| №                                     | Datum                                 | Wedstrijd                             | Uitslag                               | Soort Wedstrijd                       | Doelpunten                            |
| Als speler bij Ajax                   | Als speler bij Ajax                   | Als speler bij Ajax                   | Als speler bij Ajax                   | Als speler bij Ajax                   | Als speler bij Ajax                   |
| ------------------------------------- | ------------------------------------- | ------------------------------------- | ------------------------------------- | ------------------------------------- | ------------------------------------- |
| 1.                                    | 15 augustus 2006                      | Duitsland - Nederland                 | 2 – 2                                 | Vriendschappelijk                     |                                       |
| 2.                                    | 1 juni 2007                           | Nederland - Polen                     | 1 – 0                                 | Vriendschappelijk                     |                                       |
| 3.                                    | 10 juni 2007                          | Nederland - Israël                    | 1 – 0                                 | EK 2007 groepsfase                    |                                       |
| 4.                                    | 13 juni 2007                          | Nederland - Portugal                  | 2 – 1                                 | EK 2007 groepsfase                    | 33'                                   |
| 5.                                    | 16 juni 2007                          | België - Nederland                    | 2 – 2                                 | EK 2007 groepsfase                    |                                       |
| 6.                                    | 20 juni 2007                          | Nederland - Engeland                  | 1 – 1                                 | EK 2007 1/2 finale                    |                                       |
| 7.                                    | 23 juni 2007                          | Nederland - Servië                    | 4 – 1                                 | EK 2007 finale                        | 60'                                   |
| Als speler bij Liverpool FC           |                                       |                                       |                                       |                                       |                                       |
| 8.                                    | 23 juli 2008                          | België - Nederland                    | 0 – 1                                 | Vriendschappelijk                     |                                       |
| 9.                                    | 30 juli 2008                          | Nederland - Kameroen                  | 2 – 0                                 | Vriendschappelijk                     | 1                                     |
| 10.                                   | 2 augustus 2008                       | Nederland - Ivoorkust                 | 1 – 1                                 | Vriendschappelijk                     |                                       |
| 11.                                   | 7 augustus 2008                       | Nederland - Nigeria                   | 0 – 0                                 | Olympische Zomerspelen 2008           |                                       |
| 12.                                   | 10 augustus 2008                      | Verenigde Staten - Nederland          | 2 – 2                                 | Olympische Zomerspelen 2008           | 1                                     |
| 13.                                   | 13 augustus 2008                      | Nederland - Japan                     | 1 – 0                                 | Olympische Zomerspelen 2008           |                                       |
| 14.                                   | 16 augustus 2008                      | Argentinië - Nederland                | 2 – 1                                 | Olympische Zomerspelen 2008           |                                       |

### Nederlands elftal
Op 26 maart 2005 debuteerde hij onder leiding van bondscoach Marco van Basten als international in de WK-kwalificatiewedstrijd in en tegen Roemenië, als invaller voor Arjen Robben. Babel maakte het tweede doelpunt in een met 0-2 gewonnen wedstrijd. Hij werd daarmee de op drie na jongste doelpuntenmaker van Oranje en de jongste doelpuntenmaker van na de Tweede Wereldoorlog. Babel werd geselecteerd voor het WK 2006, hij speelde mee in de derde groepswedstrijd tegen Argentinië, waar hij in de 56e minuut inviel voor Ruud van Nistelrooij. Babel zou meegaan naar het EK 2008, maar scheurde zijn enkelbanden op een besloten training. De eerder afgevallen Khalid Boulahrouz nam zijn plek in. Door het missen van het EK ging Babel alsnog mee naar de Olympische Spelen van 2008, waarvoor hij wel op tijd hersteld was. Babel ging wel mee naar het WK 2010, maar bleef het gehele toernooi op de bank.
In november 2011 speelde Babel zijn 42ste interland voor Nederland tijdens het met 3-0 verloren oefenduel met Duitsland. Daarna werd hij bijna zes jaar lang niet meer opgeroepen, totdat hij in oktober 2017 opnieuw werd opgeroepen en speelde. Sindsdien bleef hij deel uitmaken van het Nederlands elftal.
In zijn tweede periode in Oranje was Babel basisspeler in de wedstrijden in de UEFA Nations League Final Four tegen Engeland en Portugal.
| Interlands van Ryan Babel voor Nederland | Interlands van Ryan Babel voor Nederland | Interlands van Ryan Babel voor Nederland | Interlands van Ryan Babel voor Nederland | Interlands van Ryan Babel voor Nederland | Interlands van Ryan Babel voor Nederland |
| №                                        | Datum                                    | Wedstrijd                                | Uitslag                                  | Competitie                               | Goals                                    |
| ---------------------------------------- | ---------------------------------------- | ---------------------------------------- | ---------------------------------------- | ---------------------------------------- | ---------------------------------------- |
|                                          |                                          |                                          |                                          |                                          |                                          |
| Als speler bij Ajax                      | Als speler bij Ajax                      | Als speler bij Ajax                      | Als speler bij Ajax                      | Als speler bij Ajax                      | 4                                        |
| 1.                                       | 26 maart 2005                            | Roemenië - Nederland                     | 0 – 2                                    | WK kwalificatie '06                      | 84'                                      |
| 2.                                       | 30 maart 2005                            | Nederland - Armenië                      | 2 – 0                                    | WK kwalificatie '06                      |                                          |
| 3.                                       | 12 oktober 2005                          | Nederland - Macedonië                    | 0 – 0                                    | WK kwalificatie '06                      |                                          |
| 4.                                       | 12 november 2005                         | Nederland - Italië                       | 1 – 3                                    | Vriendschappelijk                        | 37'                                      |
| 5.                                       | 27 mei 2006                              | Nederland - Kameroen                     | 1 – 0                                    | Vriendschappelijk                        |                                          |
| 6.                                       | 1 juni 2006                              | Nederland - Mexico                       | 2 – 1                                    | Vriendschappelijk                        | 57'                                      |
| 7.                                       | 21 juni 2006                             | Nederland - Argentinië                   | 0 – 0                                    | WK 2006 groepsfase                       |                                          |
| 8.                                       | 2 september 2006                         | Luxemburg - Nederland                    | 0 – 1                                    | EK kwalificatie '08                      |                                          |
| 9.                                       | 6 september 2006                         | Nederland - Wit-Rusland                  | 3 – 0                                    | EK kwalificatie '08                      |                                          |
| 10.                                      | 07 oktober 2006                          | Bulgarije - Nederland                    | 1 – 1                                    | EK kwalificatie '08                      |                                          |
| 11.                                      | 11 oktober 2006                          | Nederland - Albanië                      | 2 – 1                                    | EK kwalificatie '08                      |                                          |
| 12.                                      | 7 februari 2007                          | Nederland - Rusland                      | 4 – 1                                    | Vriendschappelijk                        | 68'                                      |
| 13.                                      | 24 maart 2007                            | Nederland - Roemenië                     | 0 – 0                                    | EK kwalificatie '08                      |                                          |
| 14.                                      | 28 maart 2007                            | Slovenië - Nederland                     | 0 – 1                                    | EK kwalificatie '08                      |                                          |
| Als speler bij Liverpool                 | Als speler bij Liverpool                 | Als speler bij Liverpool                 | Als speler bij Liverpool                 | Als speler bij Liverpool                 | 1                                        |
| 15.                                      | 22 augustus 2007                         | Zwitserland - Nederland                  | 2 – 1                                    | Vriendschappelijk                        |                                          |
| 16.                                      | 8 september 2007                         | Nederland - Bulgarije                    | 2 – 0                                    | EK kwalificatie '08                      |                                          |
| 17.                                      | 12 september 2007                        | Albanië - Nederland                      | 0 – 1                                    | EK kwalificatie '08                      |                                          |
| 18.                                      | 13 oktober 2007                          | Roemenië - Nederland                     | 1 – 0                                    | EK kwalificatie '08                      |                                          |
| 19.                                      | 17 oktober 2007                          | Nederland - Slovenië                     | 2 – 0                                    | Vriendschappelijk                        |                                          |
| 20.                                      | 17 november 2007                         | Nederland - Luxemburg                    | 1 – 0                                    | Vriendschappelijk                        |                                          |
| 21.                                      | 21 november 2007                         | Wit-Rusland - Nederland                  | 2 – 1                                    | Vriendschappelijk                        |                                          |
| 22.                                      | 6 februari 2008                          | Kroatië - Nederland                      | 0 – 3                                    | Vriendschappelijk                        |                                          |
| 23.                                      | 26 maart 2008                            | Oostenrijk - Nederland                   | 3 – 4                                    | Vriendschappelijk                        |                                          |
| 24.                                      | 24 mei 2008                              | Nederland - Oekraïne                     | 3 – 0                                    | Vriendschappelijk                        | 63'                                      |
| 25.                                      | 29 mei 2008                              | Nederland - Denemarken                   | 1 – 1                                    | Vriendschappelijk                        |                                          |
| 26.                                      | 6 september 2008                         | Nederland - Australië                    | 1 – 2                                    | Vriendschappelijk                        |                                          |
| 27.                                      | 11 oktober 2008                          | Nederland - IJsland                      | 2 – 0                                    | WK kwalificatie '10                      |                                          |
| 28.                                      | 15 oktober 2008                          | Noorwegen - Nederland                    | 0 – 1                                    | WK kwalificatie '10                      |                                          |
| 29.                                      | 19 november 2008                         | Nederland - Zweden                       | 3-1                                      | Vriendschappelijk                        |                                          |
| 30.                                      | 11 februari 2009                         | Tunesië - Nederland                      | 1 – 1                                    | Vriendschappelijk                        |                                          |
| 31.                                      | 1 april 2009                             | Nederland - Macedonië                    | 4 – 0                                    | WK kwalificatie '10                      |                                          |
| 32.                                      | 6 juni 2009                              | IJsland - Nederland                      | 1 – 2                                    | WK kwalificatie '10                      |                                          |
| 33.                                      | 10 juni 2009                             | Nederland - Noorwegen                    | 2 – 0                                    | WK kwalificatie '10                      |                                          |
| 34.                                      | 10 oktober 2009                          | Australië - Nederland                    | 0 – 0                                    | Vriendschappelijk                        |                                          |
| 35.                                      | 14 november 2009                         | Italië - Nederland                       | 0 – 0                                    | Vriendschappelijk                        |                                          |
| 37.                                      | 18 november 2009                         | Nederland - Paraguay                     | 0 – 0                                    | Vriendschappelijk                        |                                          |
| 38.                                      | 3 maart 2010                             | Nederland - Verenigde Staten             | 2 – 1                                    | Vriendschappelijk                        |                                          |
| 39.                                      | 1 juni 2010                              | Nederland - Ghana                        | 4 – 1                                    | Vriendschappelijk                        |                                          |
| 40.                                      | 17 november 2010                         | Nederland - Turkije                      | 1 – 0                                    | Vriendschappelijk                        |                                          |
| Als speler bij 1899 Hoffenheim           |                                          |                                          |                                          |                                          |                                          |
| 41.                                      | 11 november 2011                         | Nederland - Zwitserland                  | 0 – 0                                    | Vriendschappelijk                        |                                          |
| 42.                                      | 15 november 2011                         | Duitsland - Nederland                    | 3 – 0                                    | Vriendschappelijk                        |                                          |
| Als speler bij Beşiktaş JK               | Als speler bij Beşiktaş JK               | Als speler bij Beşiktaş JK               | Als speler bij Beşiktaş JK               | Als speler bij Beşiktaş JK               | 3                                        |
| 43.                                      | 7 oktober 2017                           | Wit-Rusland - Nederland                  | 1 – 3                                    | Kwalificatie WK 2018                     |                                          |
| 44.                                      | 10 oktober 2017                          | Nederland – Zweden                       | 2 – 0                                    | Kwalificatie WK 2018                     |                                          |
| 45.                                      | 9 november 2017                          | Schotland – Nederland                    | 0 – 1                                    | Vriendschappelijk                        |                                          |
| 46.                                      | 14 november 2017                         | Roemenië – Nederland                     | 0 – 3                                    | Vriendschappelijk                        | 56'                                      |
| 47.                                      | 23 maart 2018                            | Nederland – Engeland                     | 0 – 1                                    | Vriendschappelijk                        |                                          |
| 48.                                      | 26 maart 2018                            | Portugal – Nederland                     | 0 – 3                                    | Vriendschappelijk                        | 32'                                      |
| 49.                                      | 4 juni 2018                              | Italië - Nederland                       | 1 - 1                                    | Vriendschappelijk                        |                                          |
| 50.                                      | 6 september 2018                         | Nederland - Peru                         | 2 - 1                                    | Vriendschappelijk                        |                                          |
| 51.                                      | 9 september 2018                         | Frankrijk - Nederland                    | 2 - 1                                    | UEFA Nations League 2018/19              | 67'                                      |
| 52.                                      | 13 oktober 2018                          | Nederland - Duitsland                    | 3 - 0                                    | UEFA Nations League 2018/19              |                                          |
| 53.                                      | 16 november 2018                         | Nederland - Frankrijk                    | 2 - 0                                    | UEFA Nations League 2018/19              |                                          |
| 54.                                      | 19 november 2018                         | Duitsland - Nederland                    | 2 - 2                                    | UEFA Nations League 2018/19              |                                          |
| Als speler bij Fulham                    |                                          |                                          |                                          |                                          |                                          |
| 55.                                      | 21 maart 2019                            | Nederland - Wit-Rusland                  | 4 - 0                                    | EK-kwalificatie 2020                     |                                          |
| 56.                                      | 24 maart 2019                            | Nederland - Duitsland                    | 2 - 3                                    | EK-kwalificatie 2020                     |                                          |
| 57.                                      | 6 juni 2019                              | Nederland – Engeland                     | 3 – 1                                    | UEFA Nations League 2018/19              |                                          |
| 58.                                      | 9 juni 2019                              | Portugal – Nederland                     | 1 – 0                                    | UEFA Nations League 2018/19              |                                          |
| Als speler bij Galatasaray SK            | Als speler bij Galatasaray SK            | Als speler bij Galatasaray SK            | Als speler bij Galatasaray SK            | Als speler bij Galatasaray SK            | 2                                        |
| 59.                                      | 6 september 2019                         | Duitsland – Nederland                    | 2 – 4                                    | EK-kwalificatie 2020                     |                                          |
| 60.                                      | 9 september 2019                         | Estland – Nederland                      | 0 – 4                                    | EK-kwalificatie 2020                     | 17' 48'                                  |
| 61.                                      | 10 oktober 2019                          | Nederland – Noord-Ierland                | 3 – 1                                    | EK-kwalificatie 2020                     |                                          |
| 62.                                      | 13 oktober 2019                          | Wit-Rusland – Nederland                  | 1 – 2                                    | EK-kwalificatie 2020                     |                                          |
| 63.                                      | 16 november 2019                         | Noord-Ierland – Nederland                | 0 – 0                                    | EK-kwalificatie 2020                     |                                          |
| 64.                                      | 7 oktober 2020                           | Nederland – Mexico                       | 0 – 1                                    | Vriendschappelijk                        |                                          |
| 65.                                      | 11 oktober 2020                          | Bosnië en Herzegovina – Nederland        | 0 – 0                                    | UEFA Nations League 2020/21              |                                          |
| 66.                                      | 14 oktober 2020                          | Italië – Nederland                       | 1 – 1                                    | UEFA Nations League 2020/21              |                                          |
| 67.                                      | 11 november 2020                         | Spanje – Nederland                       | 1 – 1                                    | Vriendschappelijk                        |                                          |
| 68.                                      | 27 maart 2021                            | Nederland – Letland                      | 2 – 0                                    | Kwalificatie WK 2022                     |                                          |
| 69.                                      | 30 maart 2021                            | Gibraltar – Nederland                    | 0 – 7                                    | Kwalificatie WK 2022                     |                                          |

## Erelijst
Ajax
- Johan Cruijff Schaal: 2005, 2006
- Eredivisie: 2003/04, 2012/13
- KNVB beker: 2005/06, 2006/07

 Al-Ain
- UAE Super Cup: 2015

 Beşiktaş
- Süper Lig: 2016/17

 Galatasaray
- Süper Kupa: 2019

 Nederland –21
- UEFA EK onder 21: 2007

Persoonlijk
- Ajax Talent van het Jaar: 2007
- Liverpool Talent van het Jaar: 2008

## Muzikale carrière
Ryan Babel rapt onder de naam Rio. Rio deed mee met het nummer 1-2tje van Lange Frans & Baas B op hun album Het Land Van. Het nummer, host Humberto Tan, gaat over hoe de rappers een voetbalwedstrijd spelen. Op het album Kapitalisme van de Rotterdamse rapper U-Niq rapt Rio samen met Royston Drenthe het nummer Tak Taki. Dit werd opgenomen na afloop van het Port of Rotterdam Tournament toen Rio en Drenthe beiden in Rotterdam waren. Samen met Darryl, Ali B en de TMF-vj en thaiboksster Soumia Abalhaya maakte Rio een nummer in verband met "Mission Olympic" getiteld Eeyeeyo. Hij nam ook deel aan het Nederlandse rapprogramma 101Barz. In 2009 werd bekend dat hij met de Engelse rapper Sway rapt. Hij is te horen op het album The Signature 2 uit 2010 van de Britse rapper in het nummer "New York" samen met Sway en Neutrino.
Ook heeft hij twee singles gemaakt met Leroy Fer, Mitchell Burgzorg en Vurnon Anita (Lerra F, Priester en JR).
In 2011 lieten Rio en JR opnieuw van zich horen met de single Swagg is dope. Dit keer was het niet Priester met wie zij een nummer hadden genomen, maar Black Label Music-artiest Lucky LuQ.
Overigens moet hij niet worden verward met het Duitse dance-collectief R.I.O.
Ook zingt Ryan Babel mee in "Wij zijn Ajax" van Ajax & Friends. Dit nummer is uitgekomen op 18 december 2012.

### Discografie

#### Singles
| Single met eventuele hitnotering(en) in de Nederlandse Top 40 | Datum van verschijnen | Datum van binnenkomst | Hoogste positie | Aantal weken | Opmerkingen                 |
| ------------------------------------------------------------- | --------------------- | --------------------- | --------------- | ------------ | --------------------------- |
| Eeyeeyo                                                       | 2008                  | 12-07-2008            | 29              | 4            | met Darryl, Ali B, & Soumia |

## Trivia
Babel is de eerste voetbalspeler die op basis van een Twitterbericht door de Engelse voetbalbond aangeklaagd werd en dit wegens ongepast gedrag. Ryan Babel plaatste een foto van scheidsrechter Howard Webb in een Manchester United-shirt. Hij kreeg hiervoor een boete van 10.000 pond opgelegd.